# Ziridava dysorga
Ziridava dysorga är en fjärilsart som beskrevs av Louis Beethoven Prout 1928. Ziridava dysorga ingår i släktet Ziridava och familjen mätare. Inga underarter finns listade i Catalogue of Life.